# Archaeoraptor

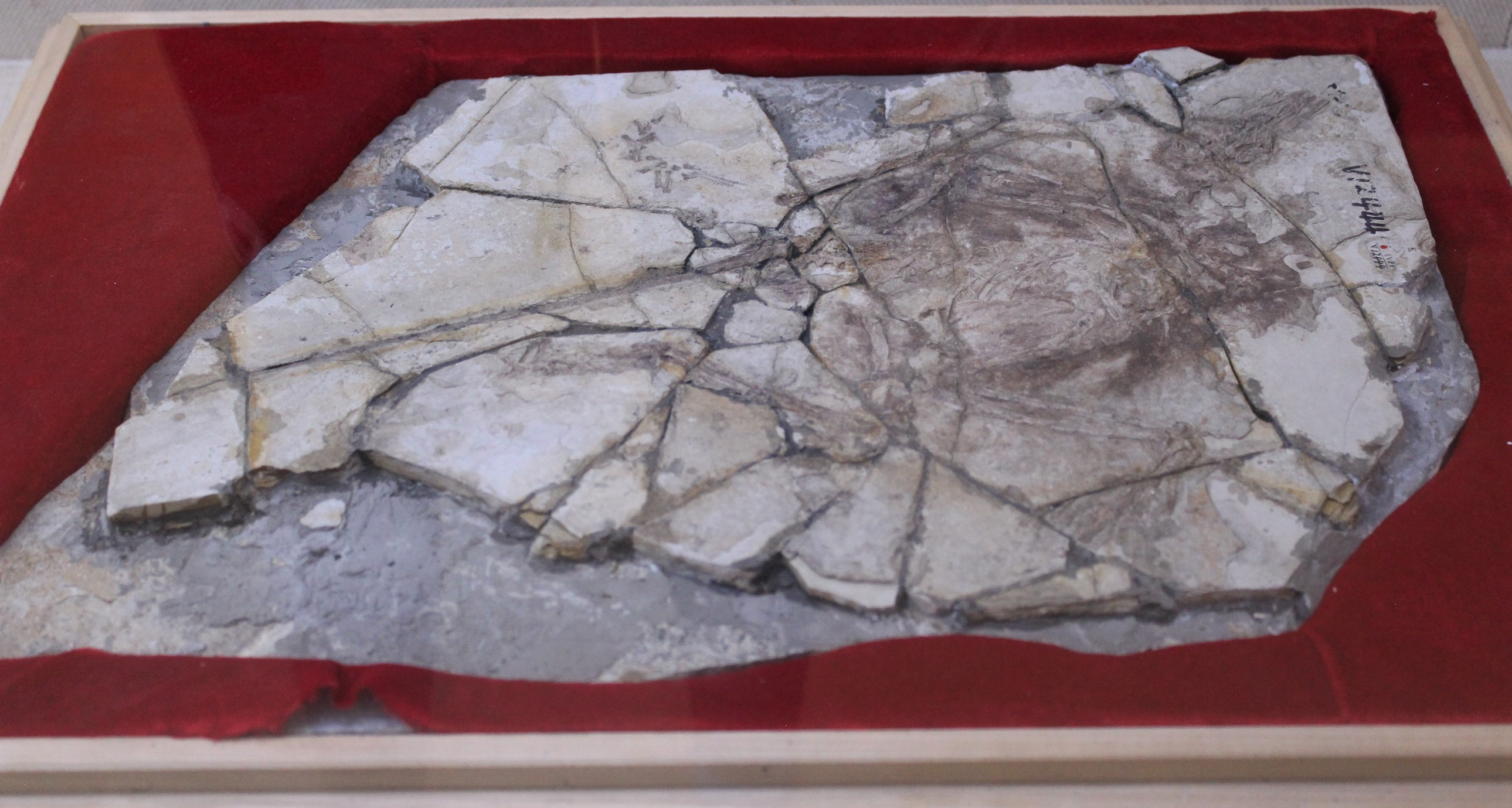
Das „Archaeoraptor“ Fossil

Archaeoraptor liaoningensis ist ein gefälschtes (aus zwei verschiedenen Tierarten zusammengefügtes) Fossil, eine Chimäre. 
Das Juli 1997 in der chinesischen Provinz Liaoning gefundene Fossil, das schon als „Missing Link“ (fehlendes Bindeglied) zwischen Dinosauriern und Vögeln gefeiert wurde, stellte sich zwei Jahre später als geschickte Fälschung heraus. Ein chinesischer Bauer hatte ein Vogelskelett mit Schwanzknochen anderer Herkunft vervollständigt, um auf dem Fossilienmarkt einen höheren Preis für den Fund erzielen zu können.
Stephen Czerkas, Eigentümer eines Dinosauriermuseums in Utah, hatte es Anfang 1999 gekauft und daraufhin die National Geographic Society kontaktiert. Im zugehörigen Magazin wurde der „Sensationsfund“ in der Ausgabe vom November 1999 vorgestellt. Doch schon kurz nach der Veröffentlichung wurden erste Zweifel laut.
Durch aufwändige Untersuchungen, die unter anderem von dem chinesischen Paläontologen Xu Xing vorgenommen wurden, konnte im Jahr 2000 festgestellt werden, dass der Schwanz des Falsifikats von einer unbekannten Art, dem Dromaeosaurier Microraptor zhaoianus, stammt, dem kleinsten bislang gefundenen Theropoden. 
Im Jahr 2002 klärte sich auch die systematische Zuordnung des Vorderteils. Ging man nach computertomographischen Untersuchungen anfänglich noch davon aus, dass es sich hier um bis zu fünf Einzelexemplare von zwei oder mehr Arten gehandelt haben könnte, konnte Zhonghe Zhou, ein Kollege von Xu, nachweisen, dass die fossilen Knochen von nur einem Tier stammten. Es handelt sich um das bisher am besten erhaltene Skelett von Yanornis martini, einem Vogel aus der Unterkreide. 
Auch wenn es sich um eine Fälschung handelt, sind die Teile der Fossilmontage also durchaus von wissenschaftlichem Wert.
Siehe auch: Betrug und Fälschung in der Wissenschaft